# مملكة كونيندا
قالب:Use Indian English

 
كانت مملكة كونيندا (أو كوليندا في الأدب القديم) مملكة قديمة في وسط جبال الهيمالايا موثقة من حوالي القرن الثاني قبل الميلاد إلى القرن الثالث، وتقع في المناطق الجنوبية من هيماشال براديش الحديثة والمناطق الغربية البعيدة من أوتاراخاند في شمال الهند ودوتي جادوال في نيبال .

## المملكة
توثق تاريخ المملكة منذ حوالي القرن الثاني قبل الميلاد. تم ذكرهم في الملاحم الهندية وبوراناس. يروي ماهابهاراتا أنهم هزموا من قبل أرجونا .
كان أموغبهوتي من أوائل ملوك كونيندا، الذي حكم الوادي الجبلي لنهري سوتليج ويامونا (في جنوب هيماشال اليوم وأقصى غرب أوتارانتشال في شمال الهند).
ربط المؤرخ اليوناني بطليموس أصل كونيندا بالبلد الذي نشأت فيه أنهار البيز، وسوتليج ، ويامونا، والغانج .
أحد مراسيم أشوكا على عمود موجود أيضًا في Kalsi، في منطقة Garhwal، مما يشير إلى انتشار البوذية في المنطقة من القرن الرابع قبل الميلاد.
اختفت مملكة كونيندا في حوالي القرن الثالث ، ومن القرن الرابع ، يبدو أن المنطقة تحولت إلى معتقدات شيفيت .

## سك العملة
هناك نوعان من عملات كونيندا  الأول صدر في حوالي القرن الأول قبل الميلاد، والثاني في القرن الثاني الميلادي. تأثرت العملات المعدنية الأولى لكونيندا بالنموذج المسكوكي للممالك الهندية اليونانية السابقة، وأدرجت الرموز البوذية والهندوسية مثل triratna وصور لاكشمي. تتبع هذه العملات عادةً معايير الوزن والحجم الهندية اليونانية ( الدراهم، حوالي 2.14 ز الوزن و 19 مم) ، وغالبًا ما يتم العثور على عملاتهم المعدنية جنبًا إلى جنب مع العملات المعدنية الهندية اليونانية في كنوز، مثل تلك الموجودة في Yaudheyas، أو Audumbaras .
غالبًا ما ارتبط اكتشاف عملات كونيندا باكتشافات عملات هندية يونانية، لا سيما تلك الموجودة في أبولودوت .
جزء كبير جدًا من عملات كونيندا باسم الملك أموغبوتي، ويعتقد أن العملات المعدنية تحت اسمه استمرت بعد وفاته.
بعض العملات المعدنية اللاحقة للقرن الثاني الميلادي تحمل رمز الإله الهندوسي شيفا .

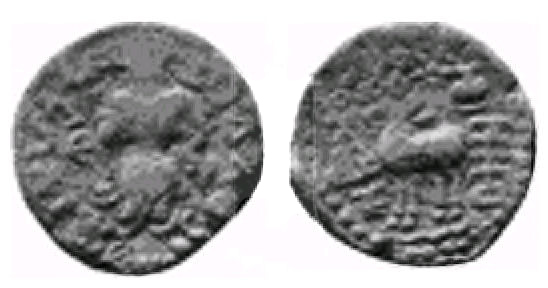
عملة كونينداس.يقف Obv Shiva مع ترايدنت فأس المعركة في اليد اليمنى وجلد النمر في اليد اليسرى. أسطورة بهاجافاتو شاتريسوارا ماهاتانا.
القس دير مع الرموز.

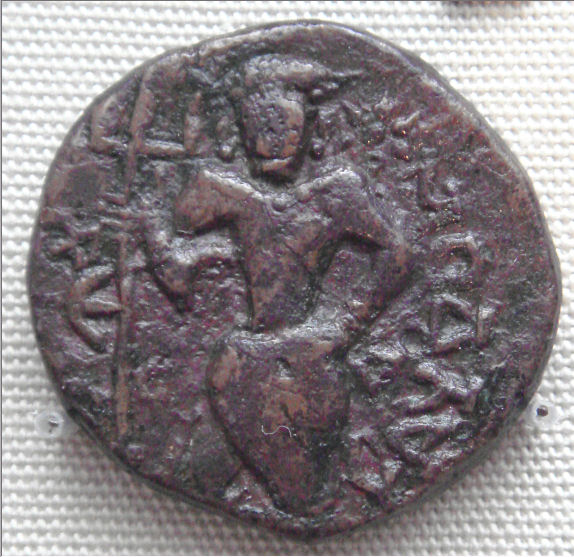
شيفا مع ترايدنت، كونيندا، القرن الثاني الميلادي.

## الحكام
- Amoghabhuti (أواخر القرن الثاني إلى القرن الأول قبل الميلاد)

## أنظر أيضا
- المملكة الهندية اليونانية

1. ↑  "مهراجا يُدعى أموغابوتي ، الذي كان رجا كونيندا ، معروف من عملات الوحدة الهندية اليونانية مع أساطير أحيانًا في كل من براهمي وخاروشثي، ولكن في بعض الحالات في براهمي فقط ". في تاريخ وثقافة الشعب الهندي ، المجلد 2 لراميش شاندرا ماجومدار ، 1951 ، الصفحة 161
2. ↑  Ptolemy, Geography 7.1.42: ὑπὸ δὲ τὰς Βιβάσιος καὶ τοῦ Ζαράδρου καὶ τοῦ Διαμούνα καὶ τοῦ Γάγγου ἡ Κυλινδρινή, "and enclosed by the نهر بيس, the نهر ستلج, the نهر جمنة, and the نهر الغانج is Kylindrinē."
3. 1 2 3  A pageant of Indian culture: art and archaeology by Asoke Kumar Bhattacharyya p.156ff نسخة محفوظة 2021-06-17 على موقع واي باك مشين.

## روابط خارجية
- مخطوطات في عملة كونيندا

قالب:Middle kingdoms of Indiaقالب:Himachal Pradesh